# 长果栝楼
长果栝楼（学名：Trichosanthes kerrii）为葫芦科栝楼属下的一个种。